# Liste der Biografien/Smig
Liste der Biografien |
Portal Biografien |
Personensuche
# |
A |
B |
C |
D |
E |
F |
G |
H |
I |
J |
K |
L |
M |
N |
O |
P |
Q |
R |
S |
T |
U |
V |
W |
X |
Y |
Z |
?
 
Sa |
Sb |
Sc |
Sd |
Se |
Sf |
Sg |
Sh |
Si |
Sj |
Sk |
Sl |
Sm |
Sn |
So |
Sp |
Sq |
Sr |
Ss |
St |
Su |
Sv |
Sw |
Sy |
Sz
 
Sma |
Smb |
Sme |
Smi |
Smj |
Smo |
Smr |
Smu |
Smy
 
Smia |
Smic |
Smid |
Smie |
Smig |
Smij |
Smik |
Smil |
Smir |
Smis |
Smit
Die Liste der Biografien führt alle Personen auf, die in der deutschsprachigen Wikipedia einen Artikel haben. Dieses ist eine Teilliste mit 13 Einträgen von Personen, deren Namen mit den Buchstaben „Smig“ beginnt.

## Smig

### Smige
- Smigel, Robert (* 1960), US-amerikanischer Komiker, Drehbuchautor und SchauspielerRobert Smigel (* 1960)

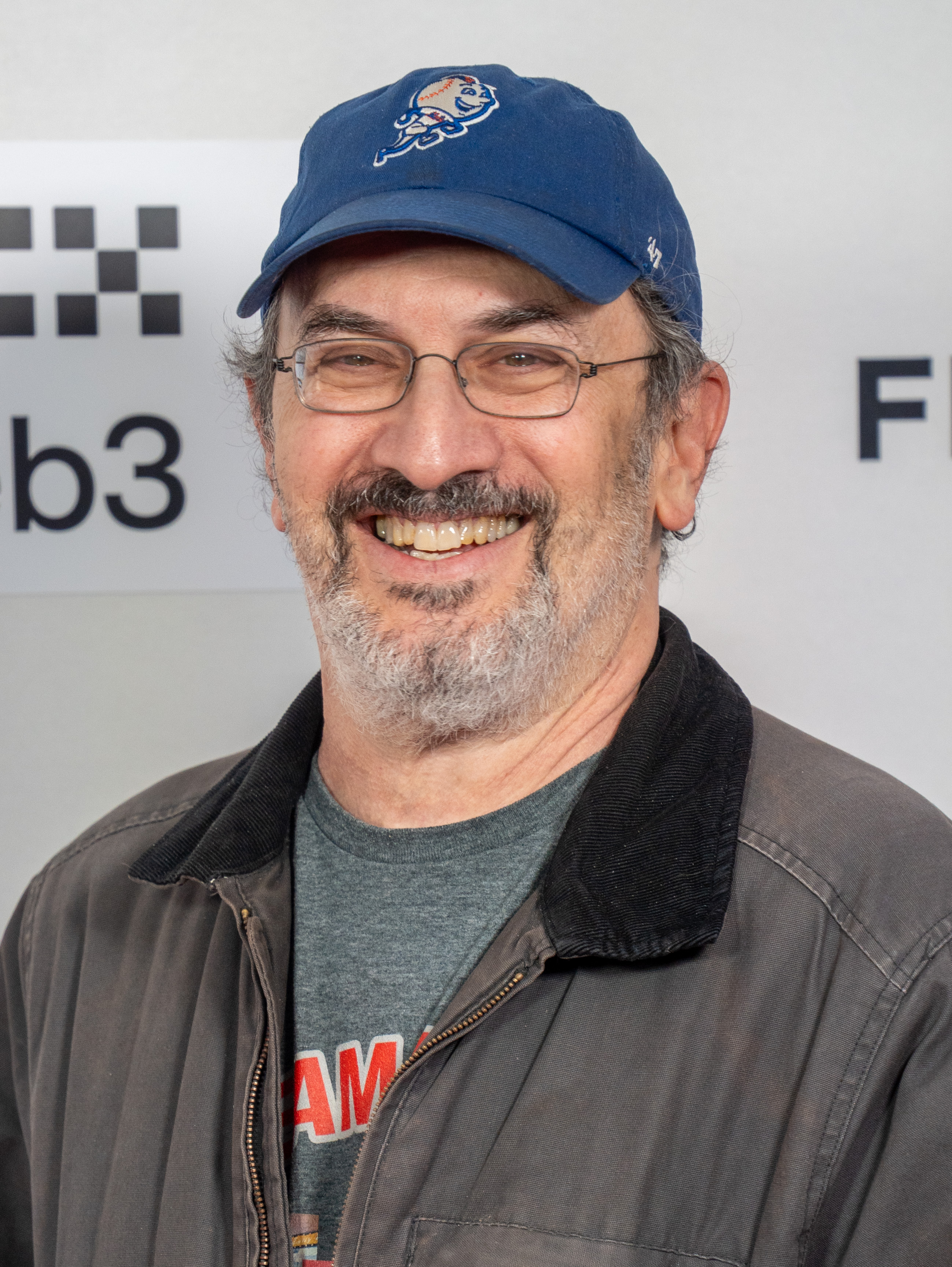
Robert Smigel (* 1960)

- Šmigelskas, Virginijus (* 1961), litauischer Politiker
- Smigelski, Ernst (1881–1950), deutscher Musikwissenschaftler, Komponist, Musikkritiker, Kapellmeister, Schriftsteller, Ordenspriester und Theologe
- Smigelski, Werner (1929–2018), deutscher Hochschullehrer, Musiker, Graphologe, Künstler und Mystiker der Neuzeit
- Šmigelskienė, Gražina (* 1964), litauische Politikerin, Mitglied des Seimas und Journalistin
- Smigelskiy, Serafim (* 1985), russisch-amerikanischer Cellist

### Smigh
- Smight, Jack (1925–2003), US-amerikanischer Regisseur

### Smigi
- Śmigiel, Wiesław (* 1969), polnischer Geistlicher, römisch-katholischer Erzbischof von Stettin-Cammin
- Śmigielski, Adam (1933–2008), polnischer Geistlicher, Bischof von Sosnowiec

### Smigl
- Śmiglewski, Kacper (* 2005), polnischer Fußballspieler

### Smigu
- Šmigun, Anatoli (* 1952), estnischer Skilanglauftrainer, ehemaliger sowjetischer Skilangläufer
- Šmigun, Katrin (* 1979), estnische Skilangläuferin
- Šmigun-Vähi, Kristina (* 1977), estnische Politikerin und ehemalige Skilangläuferin